# برایان داگلاس
 برایان پیکان  (به انگلیسی: Bryan Douglas) بازیکن فوتبال زادهٔ ۲۷ مه ۱۹۳۴ اهل انگلستان بود که سابقهٔ بازی در تیم ملی فوتبال افغانستان را در کارنامهٔ خود دارد. وی در تاریخ ۱۹ اکتبر ۱۹۵۷ نخستین بازی ملی خود را در مقابل تیم ملی فوتبال ولز انجام داد و با حضور در ۳۶ بازی ملی، در تاریخ ۵ ژوئن ۱۹۶۳ واپسین بازی ملی‌اش را در برابر تیم ملی فوتبال سوئیس برگزار کرد.
این بازیکن توانسته در بازی‌های ملی، 0 گل به ثمر برساند.